# International Tennis Championships 1998 - Qualificazioni singolare
Le qualificazioni del singolare  dell'International Tennis Championships 1998 sono state un torneo di tennis preliminare per accedere alla fase finale della manifestazione. I vincitori dell'ultimo turno sono entrati di diritto nel tabellone principale. In caso di ritiro di uno o più giocatori aventi diritto a questi sono subentrati i lucky loser, ossia i giocatori che hanno perso nell'ultimo turno ma che avevano una classifica più alta rispetto agli altri partecipanti che avevano comunque perso nel turno finale.
Le qualificazioni del torneo International Tennis Championships 1998 prevedevano 32 partecipanti di cui 4 sono entrati nel tabellone principale.

## Teste di serie
1. Márcio Carlsson (secondo turno)
2. Geoff Grant (primo turno)
3. Andrew Ilie (Qualificato)
4. Allen Belobrajdic (ultimo turno)

1. David Witt (primo turno)
2. Stéphane Simian (primo turno)
3. Roberto Jabali (primo turno)
4. Alejandro Hernández (primo turno)

## Qualificati
1. Xavier Malisse
2. Ronald Agénor

1. Andrew Ilie
2. Doug Flach

## Tabellone

### Legenda
| - Q = Qualificato - WC = Wild card - LL = Lucky loser | - ALT = Alternate - SE = Special Exempt - PR = Protected Ranking | - w/o = Walkover - r = Ritirato - d = Squalificato |

### Sezione 1
|  | Primo turno    | Primo turno         | Primo turno         | Primo turno | Primo turno |  |  | Secondo turno  | Secondo turno   | Secondo turno  | Secondo turno  | Secondo turno  |   |   | Ultimo turno   | Ultimo turno   | Ultimo turno   | Ultimo turno | Ultimo turno |  |
|  |                |                     |                     |             |             |  |  |                |                 |                |                |                |   |   |                |                |                |              |              |  |
|  | 1              | Márcio Carlsson     | Márcio Carlsson     | 6           | 6           |  |  |                |                 |                |                |                |   |   |                |                |                |              |              |  |
|  |                | David DiLucia       | David DiLucia       | 3           | 3           |  |  | 1              | Márcio Carlsson | 1              | 6              | 2              |   |   |                |                |                |              |              |  |
|  | Xavier Malisse | Xavier Malisse      | 6                   | 3           | 6           |  |  |                | Xavier Malisse  | 6              | 3              | 6              |   |   |                |                |                |              |              |  |
|  | Wade McGuire   | Wade McGuire        | 2                   | 6           | 4           |  |  |                |                 |                |                |                |   |   | Xavier Malisse | Xavier Malisse | Xavier Malisse | 6            | 6            |  |
|  | Maurice Ruah   | Maurice Ruah        | Maurice Ruah        | 6           | 6           |  |  |                |                 | Jimy Szymanski | Jimy Szymanski | Jimy Szymanski | 3 | 4 |                |                |                |              |              |  |
|  | Gordon Uehling | Gordon Uehling      | Gordon Uehling      | 1           | 2           |  |  | Maurice Ruah   | Maurice Ruah    | 3              | 6              | 5              |   |   |                |                |                |              |              |  |
|  |                | Jimy Szymanski      | Jimy Szymanski      | 6           | 6           |  |  | Jimy Szymanski | Jimy Szymanski  | 6              | 3              | 7              |   |   |                |                |                |              |              |  |
|  | 8              | Alejandro Hernández | Alejandro Hernández | 3           | 1           |  |  |                |                 |                |                |                |   |   |                |                |                |              |              |  |

### Sezione 2
|  | Primo turno            | Primo turno            | Primo turno         | Primo turno | Primo turno |  |  | Secondo turno      | Secondo turno      | Secondo turno      | Secondo turno      | Secondo turno      |   |   | Ultimo turno  | Ultimo turno  | Ultimo turno  | Ultimo turno | Ultimo turno |  |
|  |                        |                        |                     |             |             |  |  |                    |                    |                    |                    |                    |   |   |               |               |               |              |              |  |
|  |                        | Ronald Agénor          | 6                   | 3           | 6           |  |  |                    |                    |                    |                    |                    |   |   |               |               |               |              |              |  |
|  | 2                      | Geoff Grant            | 3                   | 6           | 1           |  |  | Ronald Agénor      | Ronald Agénor      | Ronald Agénor      | 6                  | 7                  |   |   |               |               |               |              |              |  |
|  | Michael Hill           | Michael Hill           | 4                   | 6           | 6           |  |  | Michael Hill       | Michael Hill       | Michael Hill       | 3                  | 6                  |   |   |               |               |               |              |              |  |
|  | Jean-Philippe Fleurian | Jean-Philippe Fleurian | 6                   | 3           | 2           |  |  |                    |                    |                    |                    |                    |   |   | Ronald Agénor | Ronald Agénor | Ronald Agénor | 7            | 6            |  |
|  | Cecil Mamiit           | Cecil Mamiit           | Cecil Mamiit        | 7           | 6           |  |  |                    |                    | Diego Hipperdinger | Diego Hipperdinger | Diego Hipperdinger | 6 | 3 |               |               |               |              |              |  |
|  | Mashiska Washington    | Mashiska Washington    | Mashiska Washington | 5           | 4           |  |  | Cecil Mamiit       | Cecil Mamiit       | 6                  | 6                  | 5                  |   |   |               |               |               |              |              |  |
|  |                        | Diego Hipperdinger     | 0                   | 7           | 6           |  |  | Diego Hipperdinger | Diego Hipperdinger | 7                  | 3                  | 7                  |   |   |               |               |               |              |              |  |
|  | 7                      | Roberto Jabali         | 6                   | 6           | 3           |  |  |                    |                    |                    |                    |                    |   |   |               |               |               |              |              |  |

### Sezione 3
|  | Primo turno        | Primo turno        | Primo turno        | Primo turno      | Primo turno |  |  | Secondo turno    | Secondo turno    | Secondo turno    | Secondo turno    | Secondo turno    |   |   | Ultimo turno | Ultimo turno | Ultimo turno | Ultimo turno | Ultimo turno |  |
|  |                    |                    |                    |                  |             |  |  |                  |                  |                  |                  |                  |   |   |              |              |              |              |              |  |
|  | 3                  | Andrew Ilie        | Andrew Ilie        | Andrew Ilie      | 3           |  |  |                  |                  |                  |                  |                  |   |   |              |              |              |              |              |  |
|  |                    | Kristian Capalik   | Kristian Capalik   | Kristian Capalik | 2r          |  |  | 3                | Andrew Ilie      | Andrew Ilie      | 7                | 7                |   |   |              |              |              |              |              |  |
|  | Luis Morejon       | Luis Morejon       | Luis Morejon       | 6                | 7           |  |  |                  | Luis Morejon     | Luis Morejon     | 6                | 5                |   |   |              |              |              |              |              |  |
|  | Richard Brostowicz | Richard Brostowicz | Richard Brostowicz | 2                | 6           |  |  |                  |                  |                  |                  |                  |   |   | 3            | Andrew Ilie  | Andrew Ilie  | 6            | 7            |  |
|  | Lars Jonsson       | Lars Jonsson       | Lars Jonsson       | 6                | 6           |  |  |                  |                  |                  | Mariano Zabaleta | Mariano Zabaleta | 1 | 5 |              |              |              |              |              |  |
|  | Miles Maclagan     | Miles Maclagan     | Miles Maclagan     | 3                | 0           |  |  | Lars Jonsson     | Lars Jonsson     | Lars Jonsson     | 3                | 2                |   |   |              |              |              |              |              |  |
|  |                    | Mariano Zabaleta   | Mariano Zabaleta   | 6                | 6           |  |  | Mariano Zabaleta | Mariano Zabaleta | Mariano Zabaleta | 6                | 6                |   |   |              |              |              |              |              |  |
|  | 6                  | Stéphane Simian    | Stéphane Simian    | 1                | 2           |  |  |                  |                  |                  |                  |                  |   |   |              |              |              |              |              |  |

### Sezione 4
|  | Primo turno        | Primo turno        | Primo turno        | Primo turno | Primo turno |  |  | Secondo turno | Secondo turno     | Secondo turno | Secondo turno | Secondo turno |   |   | Ultimo turno | Ultimo turno      | Ultimo turno      | Ultimo turno | Ultimo turno |  |
|  |                    |                    |                    |             |             |  |  |               |                   |               |               |               |   |   |              |                   |                   |              |              |  |
|  | 4                  | Allen Belobrajdic  | Allen Belobrajdic  | 6           | 6           |  |  |               |                   |               |               |               |   |   |              |                   |                   |              |              |  |
|  |                    | Michael Russell    | Michael Russell    | 2           | 3           |  |  | 4             | Allen Belobrajdic | 6             | 4             | 6             |   |   |              |                   |                   |              |              |  |
|  | Hugo Armando       | Hugo Armando       | 3                  | 6           | 6           |  |  |               | Hugo Armando      | 4             | 6             | 4             |   |   |              |                   |                   |              |              |  |
|  | Michael Joyce      | Michael Joyce      | 6                  | 1           | 2           |  |  |               |                   |               |               |               |   |   | 4            | Allen Belobrajdic | Allen Belobrajdic | 5            | 2            |  |
|  | Doug Flach         | Doug Flach         | Doug Flach         | 6           | 6           |  |  |               |                   |               | Doug Flach    | Doug Flach    | 7 | 6 |              |                   |                   |              |              |  |
|  | Patrik Fredriksson | Patrik Fredriksson | Patrik Fredriksson | 2           | 2           |  |  | Doug Flach    | Doug Flach        | Doug Flach    | 6             | 7             |   |   |              |                   |                   |              |              |  |
|  |                    | Jared Palmer       | Jared Palmer       | 7           | 6           |  |  | Jared Palmer  | Jared Palmer      | Jared Palmer  | 3             | 5             |   |   |              |                   |                   |              |              |  |
|  | 5                  | David Witt         | David Witt         | 6           | 1           |  |  |               |                   |               |               |               |   |   |              |                   |                   |              |              |  |